# Хавкин, Артур Яковлевич
Хавкин Артур Яковлевич (18 августа 1898, Лодзь – 31 января 1937) – ответственный сотрудник специальных служб Коминтерна, журналист.
Псевдонимы: Альфред, Зигфрид, Артур.

## Биография
Ранние годы и жизнь в России
Родился в г. Лодзь (Польша), в семье владельца текстильной фабрики - Якова Хавкина. Мать Елизавета – домохозяйка. Имел 2-х сестёр. Учился в Лодзинской казённой гимназии. Брал уроки музыки, став хорошим пианистом. После начала войны 1914 года вместе с матерью и старшей сестрой был переправлен в Москву, где окончил гимназию, получив среднее образование. В 1917 году поступил на юридический факультет Московского Университета.
В декабре 1917 года стал работать в жилищном отделе Московского Городского Совета Депутатов. К тому времени начал серьёзно интересоваться социалистическими идеями и в начале 1918 года вступил в Московскую организацию партии интернационалистов, стоящую на меньшевистской позиции.
В 1918 году посетил семью в Лодзи, где в то время проходила волна рабочих забастовок. Он поддержал бастующих на фабрике отца, которые добились удовлетворения своих требований.
В начале 1919 года вернулся в Россию и пошёл добровольцем на Восточный (Колчаковский) фронт. Работал в политотделе 26-й дивизии, а также редактором дивизионной газеты.
Во время войны партия интернационалистов, в которой он состоял, объединилась с Российской Компартией большевиков. В связи с репрессиями против меньшевиков в апреле 1921 года вышел из рядов РКП(б).
После окончания войны, работал в Москве на металлургическом заводе «Гужон» чернорабочим, а затем вальцовщиком прокатного цеха. Был редактором заводской газеты «Мартеновка» и рабкором газеты «Правда». С 1923 года работал заведующим отделом СССР Международной организации помощи борцам революции (МОПР)
В 1924 году написал книгу «Большая солидарность» о деятельности МОПРа в СССР, которая была переведена на ряд иностранных языков. 
Партийная работа в Польше
С 1925 года  работал в Варшаве секретарём Центрального Комитета МОПРа Польши. Участвовал в работе Международного Конгресса МОПРа в Москве. После возвращения с Конгресса (май 1927 года), находясь в подполье, стал работать в запрещённой Компартии Польши. Себя он выдавал за учителя музыки. Занимался организацией нелегальной типографии, принимал участие в выборных компаниях в муниципалитет и в Сейм, был секретарём партийной организации  Домбровского угольного бассейна, выполнял другие поручения ЦК Компартии Польши.
В 1931 году возвратился в Москву, обнаружив за собой слежку. В Москве занимался  организацией нелегальной партийной школы для польских коммунистов.
Работа в Коминтерне
В начале 1932 года был восстановлен в ВКП(б) со стажем с 1927 года.
В августе Отделом международных связей Исполкома Коминтерна был направлен в Париж для руководства пунктом связи. Это звено занимало очень важное место в сети Коминтерна. К этому времени Хавкин работал под фамилией Вальтер. Все шифровки из Москвы приходили на имя «Зигфрид». Вальтер и был этим адресатом. За этой же подписью отправлялись депеши из Парижа. Через пункт связи была организована передача денег, поступающих из Москвы, компартиям многих стран мира. В августе 1935 года был отозван из Парижа в Москву для работы в аппарате Коминтерна. В 1936 году в связи с гражданской войной в Испании был направлен на месяц в Париж и Мадрид. Со временем его политические взгляды стали меняться в сторону либеральной социал-демократии, что противоречило господствующей установке в СССР. На него в Коминтерн  и НКВД стали поступать доносы. Кроме того Вальтер был тесно связан с первым Заместителем наркома СССР  Г. Орджоникидзе – Г. Пятаковым  и его семьёй.  Лично с Пятаковым, кроме всего,  их связывала общая любовь к музыке. Пятаков в прошлом был среди тех, кто поддерживал Троцкого. В это же время готовился крупный политический процесс  против «антисоветского троцкистского центра», где главная роль отводилась Пятакову. 
Личная жизнь
В 1929 году Хавкин женился на Ужет Анне Львовне, станочнице машиностроительного завода. Потом – сотрудница Московского Горкома комсомола, бригадир проходчиков Метростроя, студентка исторического факультета Московского педагогическогог института, депутат Моссовета. В 1932 году у них родился сын Юрий Вальтер, а после гибели отца он был усыновлён отчимом - Ценципером М.Б. и носит его фамилию.
Арест и смерть
В ночь с 10 на 11 декабря 1936 года Вальтер был арестован органами НКВД. Обвинение – «проведение антисоветской троцкистской агитации, связи с семьей Пятакова». Был помещён в Бутырскую тюрьму, где проходило следствие. Никаких осуждающий показаний против Пятакова он не дал. Отрицал свою принадлежность к троцкизму. 30 января 1937 года был расстрелян Пятаков, а 31 января, согласно акту НКВД, Вальтер умер от «гнойного воспаления почек, паралича сердца и удушья». В 1956 году Вальтер (он же Хавкин) был реабилитирован за отсутствием в его действиях состава преступления.